# روبرت دي فيين
روبرت دي فيين (27 مارس 1886 في بلجيكا - 8 ديسمبر 1939) هو مدرب كرة قدم ولاعب كرة قدم بلجيكي في مركز الهجوم. شارك مع منتخب بلجيكا لكرة القدم. أما مع النوادي، فقد لعب مع نادي كلوب بروج.

## وصلات خارجية
- روبرت دي فيين على موقع الاتحاد البلجيكي (الإنجليزية)
- روبرت دي فيين على موقع قاعدة بيانات كرة القدم.إي يو (الإنجليزية)
- روبرت دي فيين على موقع ناشيونال فوتبول تيمز (الإنجليزية)
- روبرت دي فيين على موقع عالم كرة القدم.نت (الإنجليزية)